# Palena (Chili)
Pour les articles homonymes, voir Palena.
Palena est une commune du Chili située dans la Province de Palena, dans la région des Lacs.

## Géographie
La commune de Palena est située en Patagonie au sud du Chili dans la Cordillère des Andes et elle est borée à l'est par la frontière avec l'Argentine. Palena se trouve à 1 136 kilomètres à vol d'oiseau au sud de la capitale Santiago et à 257 kilomètres au sud-est de Puerto Montt capitale de la Région des Lacs.

## Démographie
En 2012, la population de la commune s'élevait à 1 827 habitants. La superficie de la commune est de 2 764 km2 (densité de 0,7 hab./km2).

Position de Palena (en rouge) au sein de la Région des Lacs.